# Витт, Рональд
Рональд Витт (Ronald (Ron) G. (Gene) Witt; 23 декабря 1932, Уэйн, Мичиган — 15 марта 2017, Дарем, Северная Каролина) — американский историк, ренессансовед, выдающийся исследователь гуманизма той эпохи. Доктор философии (1965), именной профессор-эмерит Университета Дьюка, где трудился с 1971 года. Член Американского философского общества (2004). Президент Renaissance Society of America (2002-04). Лауреат Paul Oskar Kristeller Lifetime Achievement Award (2013), а также Duke Alumni Association Teaching Award.

## Биография
Вырос в Плимуте. Его отец, немецкий эмигрант, был инженером в Detroit Edison, а мать была домохозяйкой (в другом источнике указывается, что он родился в фермерской семье в сельской местности). Намереваясь поступить на дипломатическую службу, изучал политологию в Мичиганском университете, получил степень бакалавра в 1954 году. Увлекся там историей, вместе с тем после университета некоторое время работал в бизнес-сфере. Поступит в Гарвард, где получит степени магистра истории (1958) и докторскую. 
Ученик немецких историков Ханса Барона и Пауля Оскара Кристеллера, в Гарварде он собирался заняться французской институциональной историей, однако же его сразу потянуло в интеллектуальную историю итальянского Ренессанса. С 1964 года преподавал там. В 1971 году поступил на кафедру истории Университета Дьюка, где до отставки в 2004 году будет заслуженным профессором, являлся именным (William B. Hamilton Professor) профессором истории (эмерит).
Учился у него Джеймс Хэнкинс. К исследованию истоков итальянского гуманизма приступил в 1977 году, отмечав впоследствии, что и представить не мог, что эта работа займет большую часть его научной деятельности. Занимался во Франции по стипендии Фулбрайта, также побывал в Италии (1985–86). Также отмечался Andrew W. Mellon Emeritus 
Fellowship. В 2006 году вышли Humanism and Creativity in the Renaissance: Essays in Honor of Ronald G. Witt.
Автор ряда книг.
Биограф гуманиста Колюччо Салютати, диссертация о котором послужила и его первой книге (1976), он также выпустит первую полноформатную биографию Салютати (1983). Вторая же его книга - Hercules at the Crossroads: The Life, Work, and Thoughtsof Coluccio Salutati.
Автор «‘In the Footsteps of the Ancients’: The Origins of Humanism From Lovato to Bruni» (Leiden, Netherlands: Brill, 2000) и приквела к той «The Two Latin Cultures and the Foundation of Renaissance Humanism in Medieval Italy» (Cambridge University Press, 2012, 604 p.), отмеченной Gründler Book Prize (2014). Первая же из них удостоилась премии Renaissance Society of America (Gordan Prize, 2001), а также Jacques Barzun Prize in Cultural History (2000) и Helen & Howard R. Marraro Prize (2001). Соредактор The Humanities: Cultural Roots and Continuities и Life and Death in 15th Century Florence. Др. работы:
- Humanism and Reform (2001)

Умер от сердечной недостаточности. Остались вдова, сын и две дочери, четверо внуков.